# J.J. Thomson

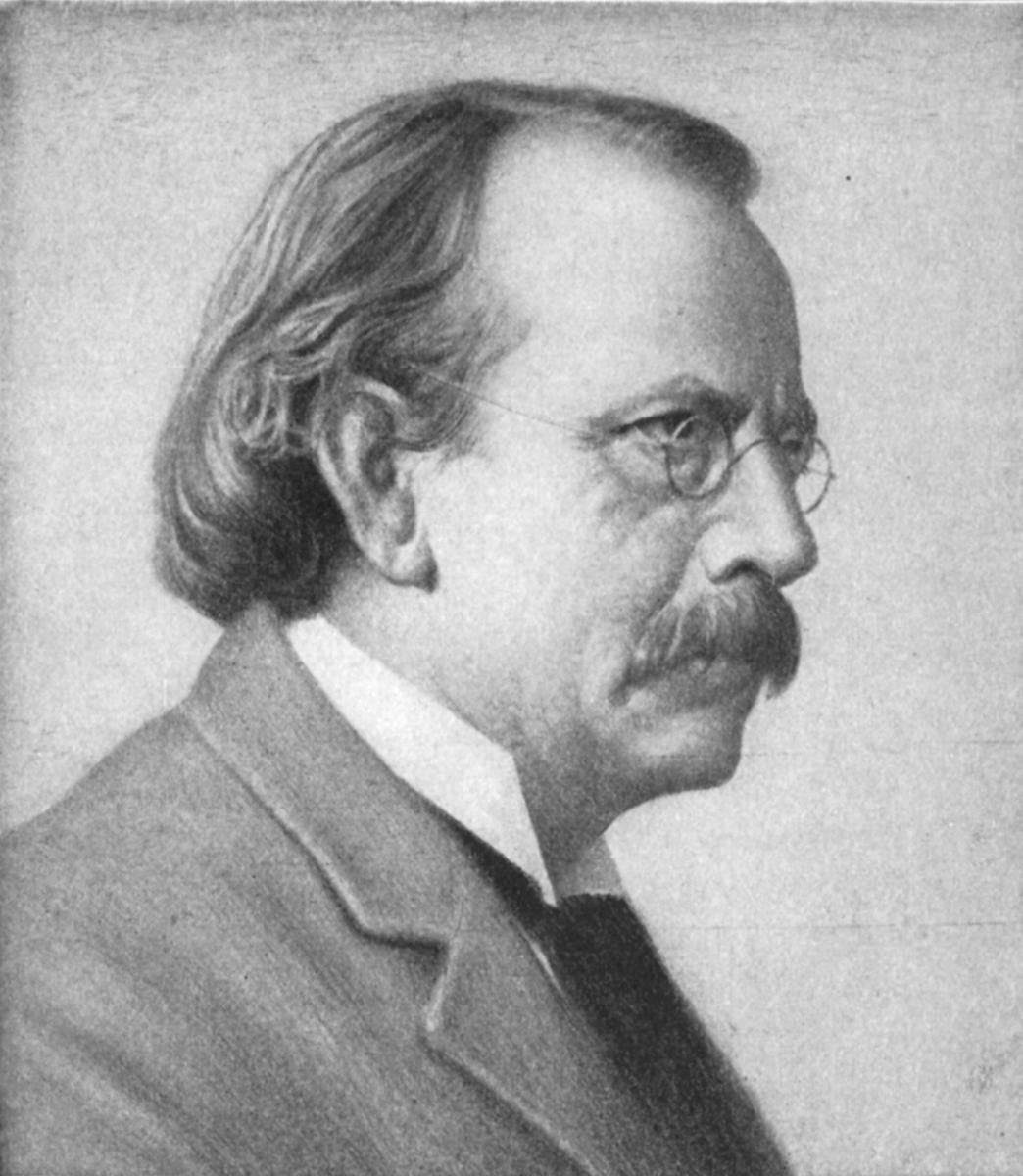
J.J. Thomson

Joseph John Thomson, född 18 december 1856 i Cheetham Hill nära Manchester, död 30 augusti 1940 i Cambridge, var en brittisk fysiker verksam i Cambridge. Han fick Nobelpriset i fysik 1906.

## Biografi
Thomson visade 1897 att katodstrålar är en ström av fria partiklar, och var därmed den som upptäckte elektronen. Han visade även som den förste år 1913 på förekomsten av isotoper i ett icke-radioaktivt ämne, och var den förste att använda masspektrometri.
Han har gett sitt namn till Thomsonspridning, där elektromagnetisk strålning sprids mot laddade partiklar (främst elektroner) utan energiförlust, liksom Thomsons atommodell, där elektronerna antogs ligga inbäddade i en svagt positivt laddad smet, likt plommon i en pudding.
Thomson tilldelades Hughesmedaljen 1902, Copleymedaljen 1914, Franklinmedaljen 1922 och Faradaymedaljen 1925. Han invaldes som ledamot av Kungliga Vetenskapsakademien 1908. Åtta av hans studenter, liksom hans son George Paget Thomson, tilldelades även de Nobelpris.